# Strongylophthalmyia crinita
Strongylophthalmyia crinita är en tvåvingeart som beskrevs av Willi Hennig 1940. Strongylophthalmyia crinita ingår i släktet Strongylophthalmyia och familjen långbensflugor. Inga underarter finns listade i Catalogue of Life.